# Raphaël de la Kethulle de Ryhove
Raphaël Marie Joseph Apollonie Ghislain de la Kethulle de Ryhove (Sint-Michiels, 15 september 1890 - Sint-Pieters-Woluwe, 25 juni 1956) was een Belgisch missionaris, lid van de Congregatie van Scheut en een belangrijke personaliteit in Belgisch-Congo.

## Levensloop

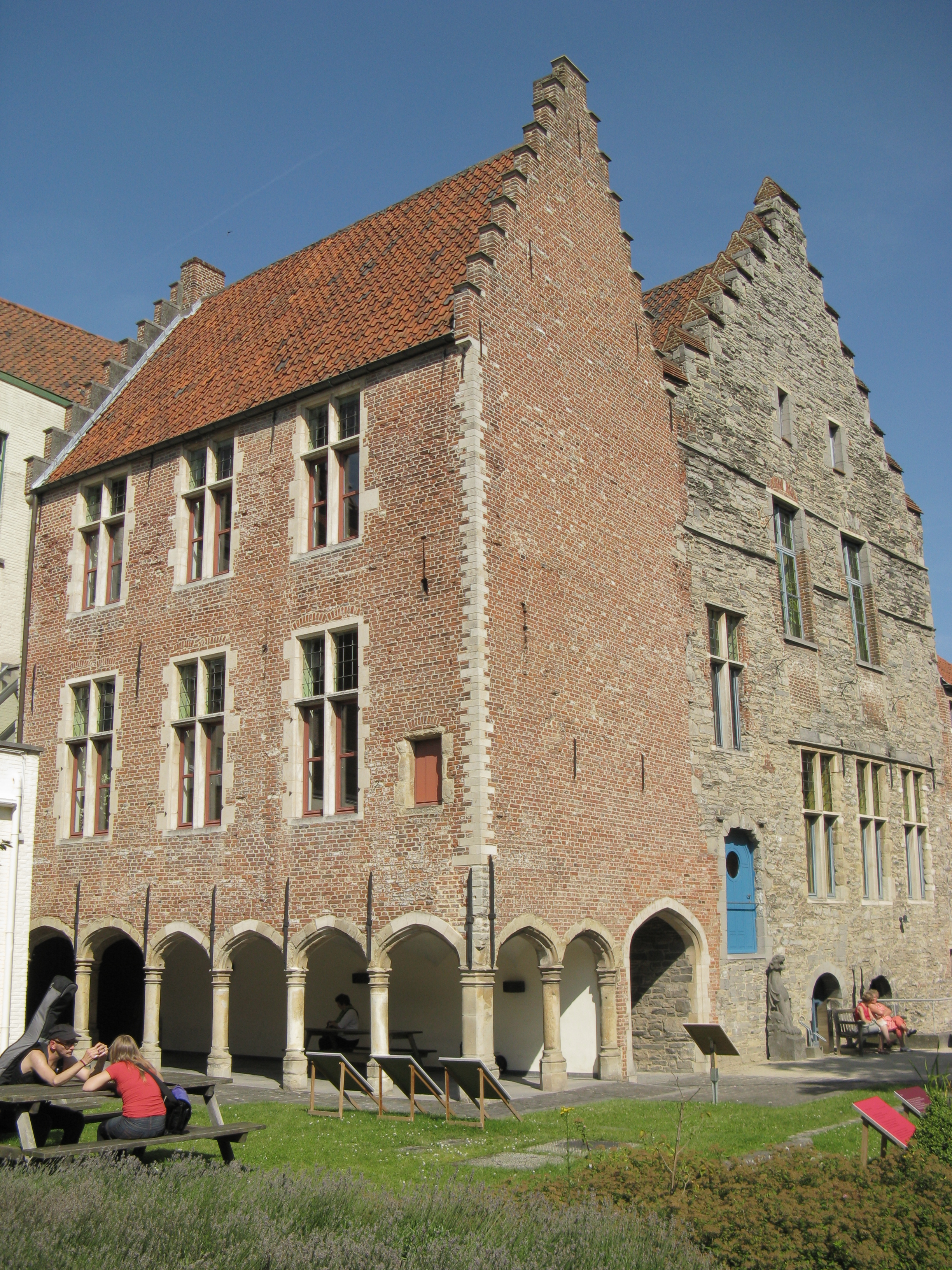
Het laatmiddeleeuwse Hof van Rijhove, residentie van Calvinistisch leider François de la Kethulle de Ryhove (1531-1585).

Raphaël de la Kethulle de Ryhove is een telg van de familie De la Kethulle, een ambtenarenfamilie uit Gent die vanaf de vijftiende eeuw tot de adel opklom. Raphaël was een van de veertien kinderen van Henri de la Kethulle de Ryhove (1854-1929) en Victorine Coppieters (1861-1934). Hij volbracht zijn lagere en middelbare studies bij de broeders Xaverianen en in het Sint Lodewijkscollege in Brugge. Hij behoorde er tot de retorica 1908 en had er dertig klasgenoten, onder wie Edward Leys, die Witte Pater en missiebisschop werd, Paul en Pierre Glorieux, die arts werden en een rol speelden in het verzet tijdens de Tweede Wereldoorlog, Constantin Moulaert, die schepen van Brugge werd. Heel wat klasgenoten behoorden tot bekende Brugse families, zoals August Carreer, Walter Chielens (die scheutist werd), Jean De Reyghere, Pierre Hoet, Jean Muylle, Antoine Neut (die benedictijn werd in Zevenkerken), Franz Vandevyvere en Emiel Watteyne of van bekende families uit de regio, zoals Raymond De Neckere (Oostkamp), Julien Lootens (Oostkamp), Albert Standaert (Oedelem) en Achiel Van den Bon (Sijsele). 
In 1908 trad hij in het noviciaat van de Congregatie van Scheut en in juli 1914 werd hij tot priester gewijd. Hij was ondertussen gemobiliseerd en was vanaf het uitbreken van de Eerste Wereldoorlog tot eind 1916 aalmoezenier en brancardier in het Belgisch leger.
In december 1916 vertrok hij naar Belgisch-Congo en werd ingedeeld bij de missie van de scheutisten in Leopoldstad (Kinshasa), waar hij meer dan veertig jaar zou werken. De stad telde toen nauwelijks 5.000 inwoners. Zijn eerste initiatief was het oprichten van een school, voor de steeds talrijker wordende kinderen. Een paar jaar later stichtte hij ook een beroepsschool. In 1933 richtte hij een middelbare school op, met als doel de toekomstige ambtenaren en bestuurders te vormen.
In 1945 organiseerde hij de volledige humaniora in het Instituut Sint Jozef. In 1949 werden de eerste twaalf diploma's uitgereikt aan afgestudeerden van de volledige secundaire cyclus. Hij stuurde verschillende afgestudeerden naar de universiteit van Leuven.

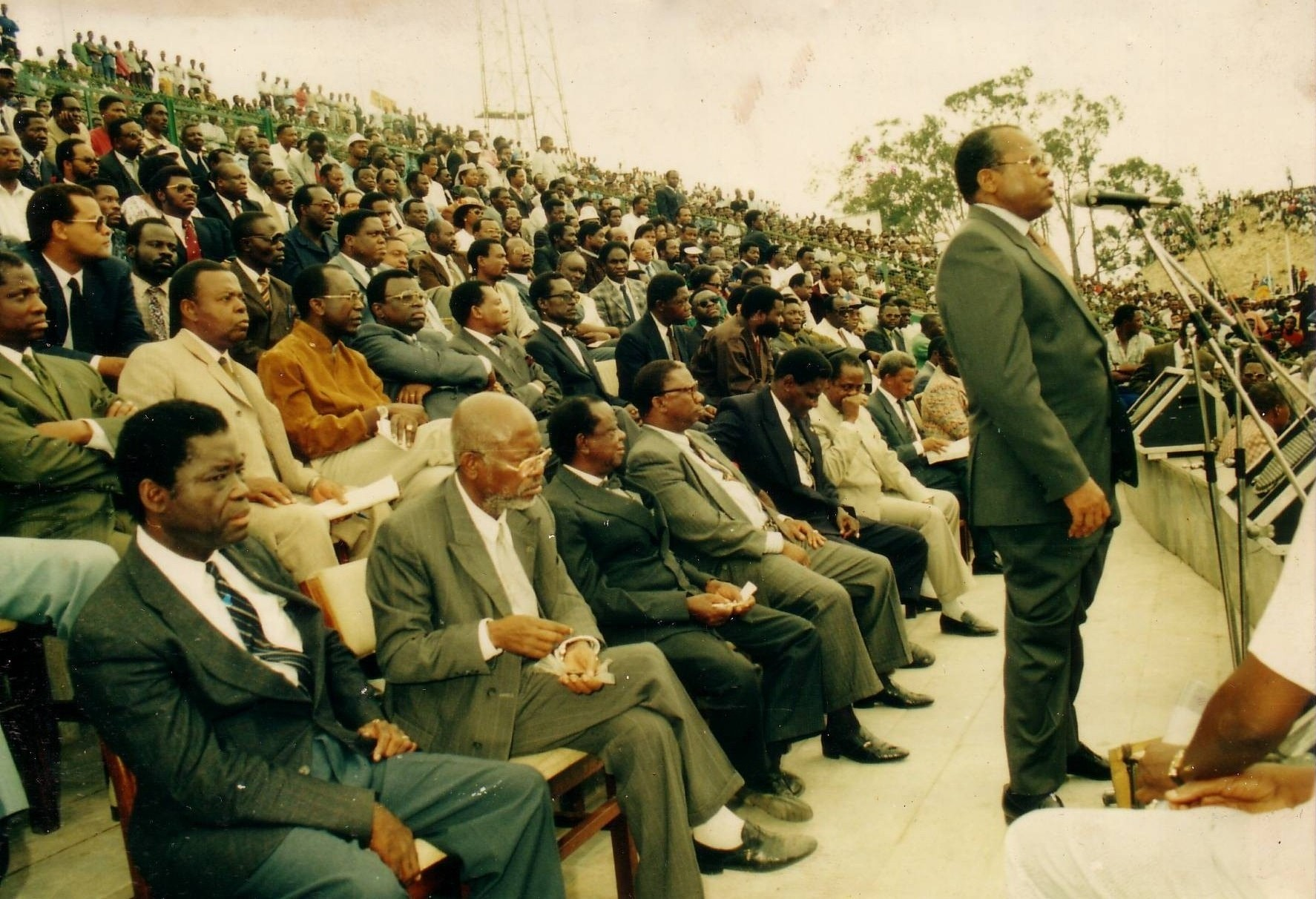
Eerste samenkomst van de Union Sacrée de l'Opposition Radicale aan het Stade du 20 Mai (Stade Tata Raphaël) in Kinshasa. Étienne Tshisekedi spreekt door de microfoon aan de rechterkant. Marcel Lihau zit in de eerste stoel van de voorste rij; aan zijn linkerzijde zit Vincent Mbwakiem.

In 1955 stichtte hij nog een school, voor de opleiding van sportmonitoren.  
Voor de bijkomende vorming van de jongeren stichtte hij in 1922 de eerste Congolese scoutsgroep. Daarnaast was hij zeer bekommerd om de lichamelijke opvoeding. In 1919 stichtte hij de Association Sportive Congolaise. In 1933 werden de eerste sportieve competities georganiseerd. Een openluchtzwembad werd gegraven om er zwemwedstrijden te houden.
Bij dit alles was de la Kethulle een groot bouwer. In 1931 bouwde hij een eerste stadion. In 1936 werd het te klein bevonden en afgebroken om er het heel wat grotere Stadion koningin Astrid te bouwen. Ernaast werd een grote feestzaal gebouwd voor theater-voorstellingen en filmvoorstellingen. Tijdens de Tweede Wereldoorlog voegde hij er een Sportpark van 30 ha aan toe, met voetbalvelden, tennispleinen, basketbal terreinen, enz. In 1948 werd aan de bouw begonnen van een nieuw stadion, geschikt voor internationale sportbijeenkomsten. Het werd het Stadion koning Boudewijn, ingewijd in 1952. 
Het doel van al deze initiatieven was de bevordering van de sociale promotie van de Afrikanen. Het bracht hem ook tot het nemen van initiatieven voor het bouwen van cités voor de bewoners van Leopoldstad, die steeds talrijker werden. Anderzijds stichtte hij ook een krant, La Croix du Congo.
Vanwege gezondheidsproblemen kwam hij naar België terug, waar hij overleed. Twee van zijn oud-studenten, Thomas Kanza en Jean Bolikango, later allebei Zaïrees minister, brachten hem hulde tijdens de uitvaart. Zijn stoffelijk overschot werd met de Congoboot naar Congo teruggebracht en in het bijzijn van meer dan 100.000 aanwezigen op het kerkhof van Kinshasa bijgezet. Na de val van Mobutu in 1997 werd het grote stadion hernoemd naar de oprichter, Stade Tata Raphaël.